# Pheidole vorax
Pheidole vorax är en myrart som först beskrevs av Fabricius 1804.  Pheidole vorax ingår i släktet Pheidole och familjen myror. Inga underarter finns listade i Catalogue of Life.

## Bildgalleri

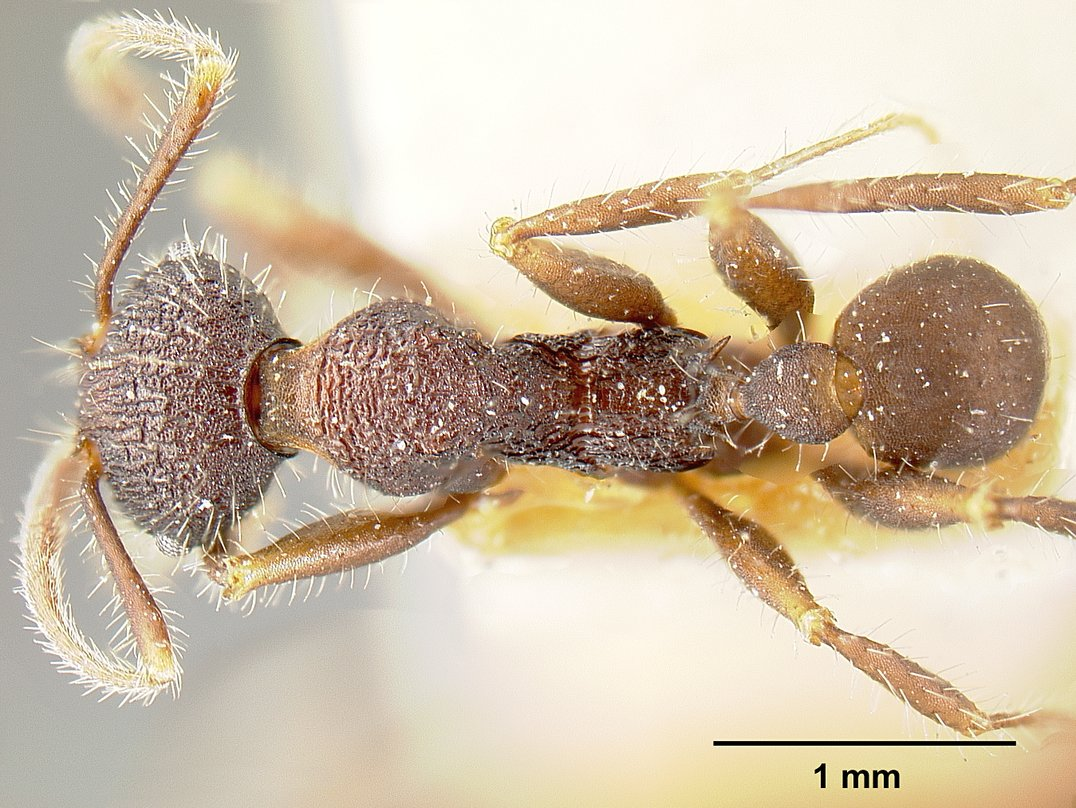
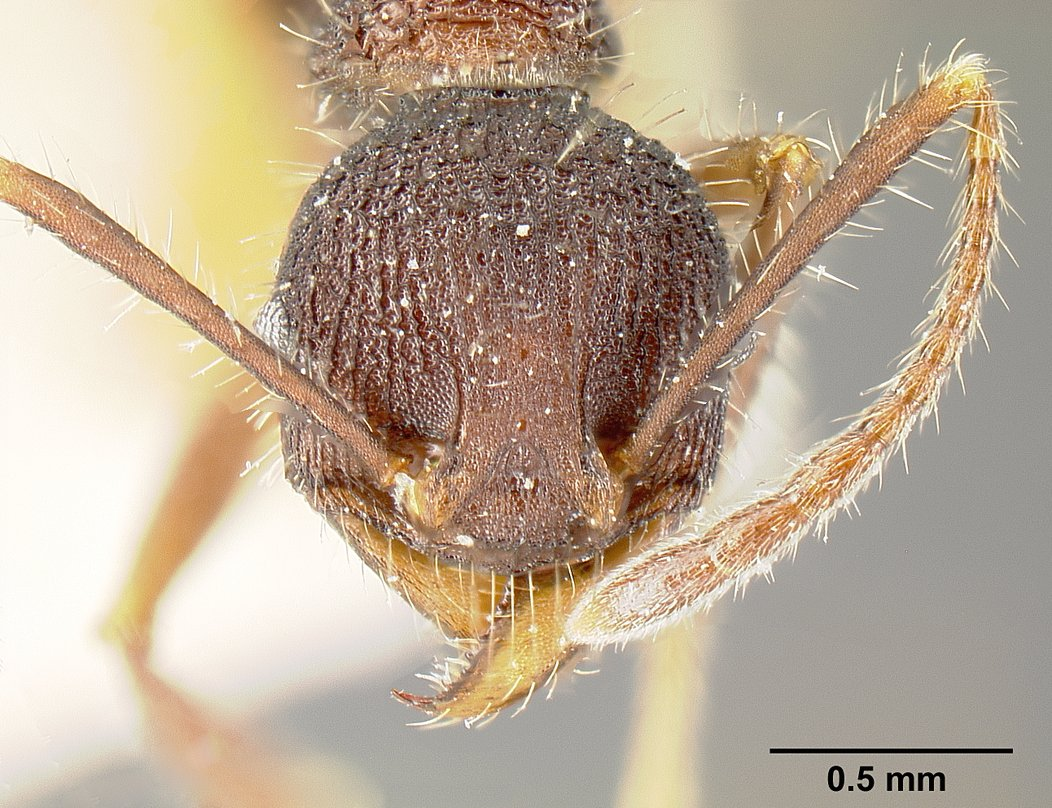
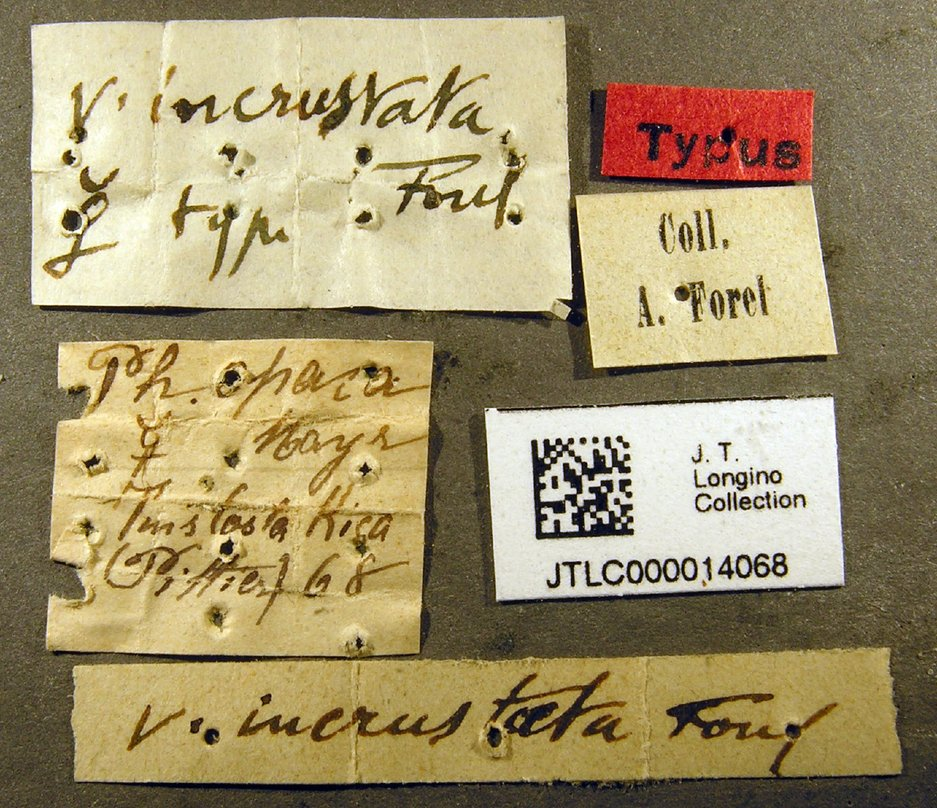
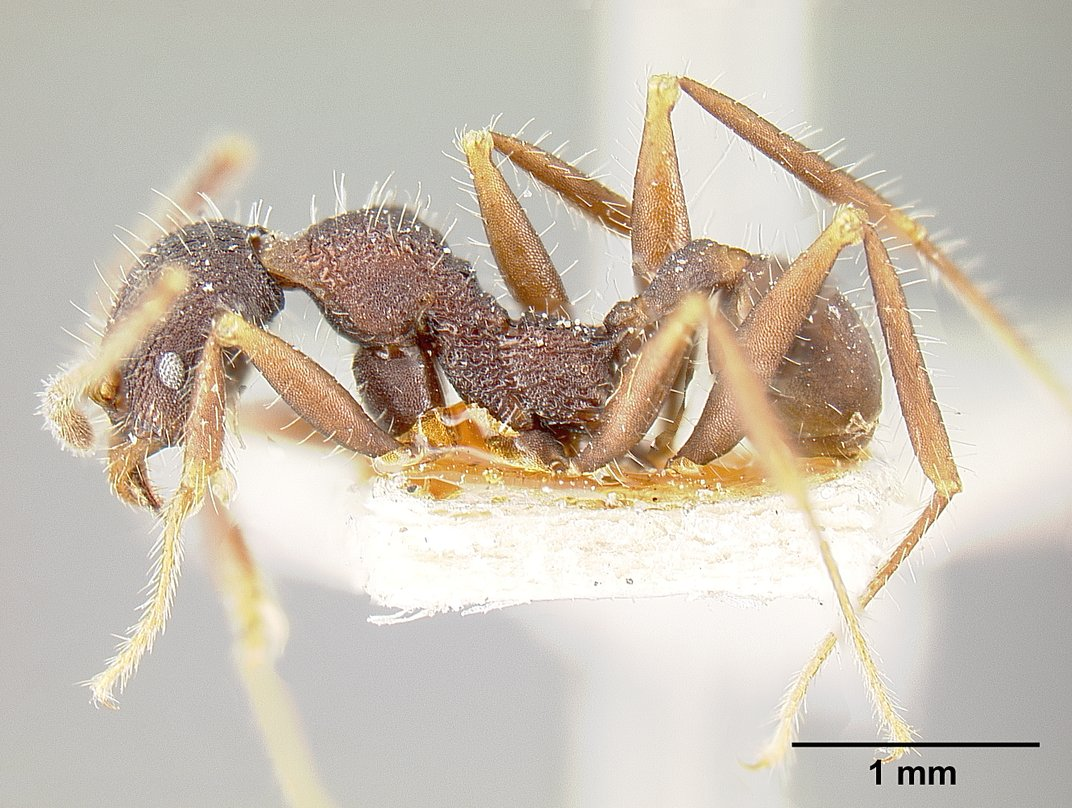
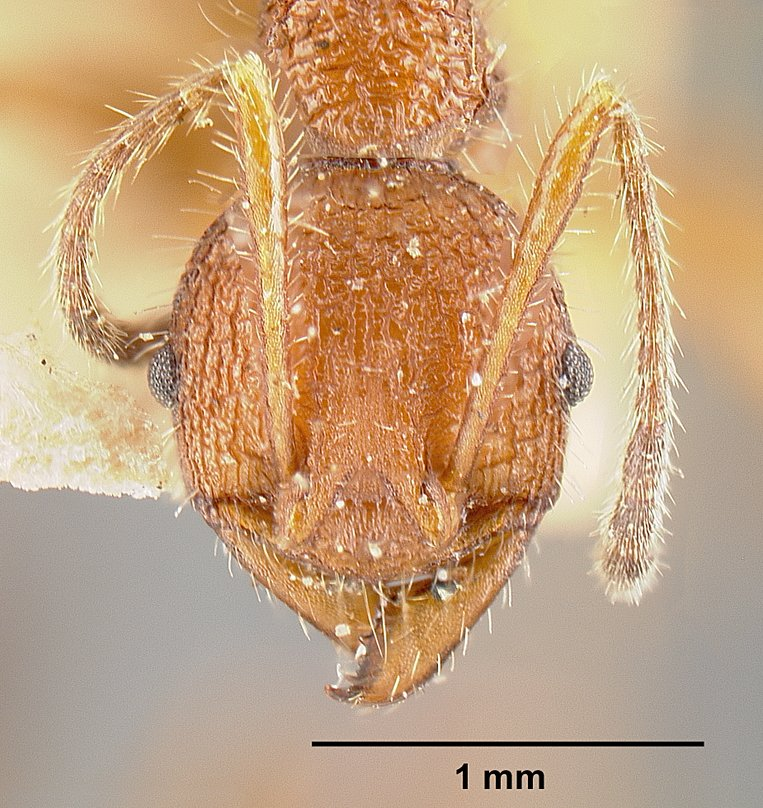
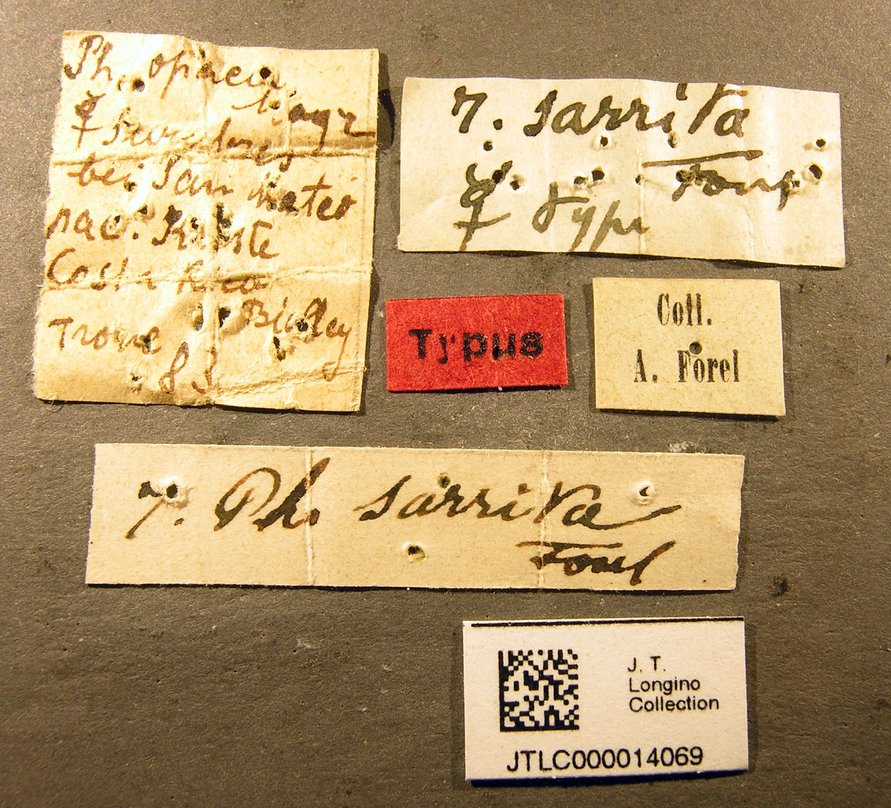